# Општина Центар (Сарајево)
Општина Центар је саставна општина града Сарајева и уједно урбани, административни, пословни, културни, образовни, здравствени, трговинско-услужни центар Сарајева. Општина Центар једна је од девет општина кантона Сарајево.
Обухвата западну половину историјског дијела Сарајева, укључујући Циглане, Кошево, Маријин двор и Скендерију. Граничи се са општином Илијаш на сјеверу, Стари Град на истоку, Ново Сарајево на југу, са општинама Нови Град и Вогошћа на западу. Општина покрива површину од 33,0 . Иако једна од мањих општина кантона Сарајево, према процјени броја становника из 2005. године, ову општину насељава 70.294 становника са густином насељености од преко 2.130 становника/, што је чини једном од гушће насељених општина Кантона. Од тог броја 46.840 је радно активно становништво.
Укупном дужином границе од 43,3 km. Од тога су 16,7% насељене површине. Око 16  земљишта је у приватном, а 17  у државном власништву.
Општина Центар представља изразиту планинску област са 64,6% простора који се налази на изнад 700 m надморске висине, 30,5% простора припада брдском рејону од 550–700 m надморске висине, док низијском рејону припада свега 4,5% територије.

## Становништво
По посљедњем службеном попису становништва из 1991. године, општина Центар (једна од градских општина града Сарајева) је имала 79.286 становника, распоређених у 6 насељених мјеста.
| Становништво општине Центар |                 |                 |                 |
| година пописа               | 1991.           | 1981.           | 1971.           |
| Муслимани                   | 39,761 (50,14%) | 31,755 (43,64%) | 74,354 (58,73%) |
| Срби                        | 16,631 (20,97%) | 14,358 (19,73%) | 27,658 (21,84%) |
| Хрвати                      | 5,428 (6,84%)   | 6,624 (9,10%)   | 12,903 (10,19%) |
| Југословени                 | 13,030 (16,43%) | 16,246 (22,32%) | 5,944 (4,69%)   |
| остали и непознато          | 4,436 (5,59%)   | 3,779 (5,19%)   | 5,739 (4,53%)   |
| укупно                      | 79,286          | 72,762          | 126,598         |

На попису становништва из 1971. године, општина Центар је била јединствена са општином Стари Град.
Према проценама из 2002. године, укупно становништво општине Центар је отприлике 67.316. Од тих је 52.221 (77,58%) Бошњака, 6.956 (10,33%) Срба, 4.880 (7,25%) Хрвата, и 3.259 (4,84%) осталих.

## Насељена мјеста
Дио насељеног мјеста Сарајево, Мрковићи, Нахорево, Пољине, Радава и Вића.

## Организација власти
Организацију власти општине Центар чини Општинско вијеће у чији састав се бирају одборници на редовним општинским изборима који се организују сваке четири године. Непосредним одлучивањем бирача, бира се општински начелник који руководи јединственим органом управе (218 стално запослених) са тимом који чине: секретар органа државне службе и 12 помоћника начелника.